# 에맥앤볼리오스

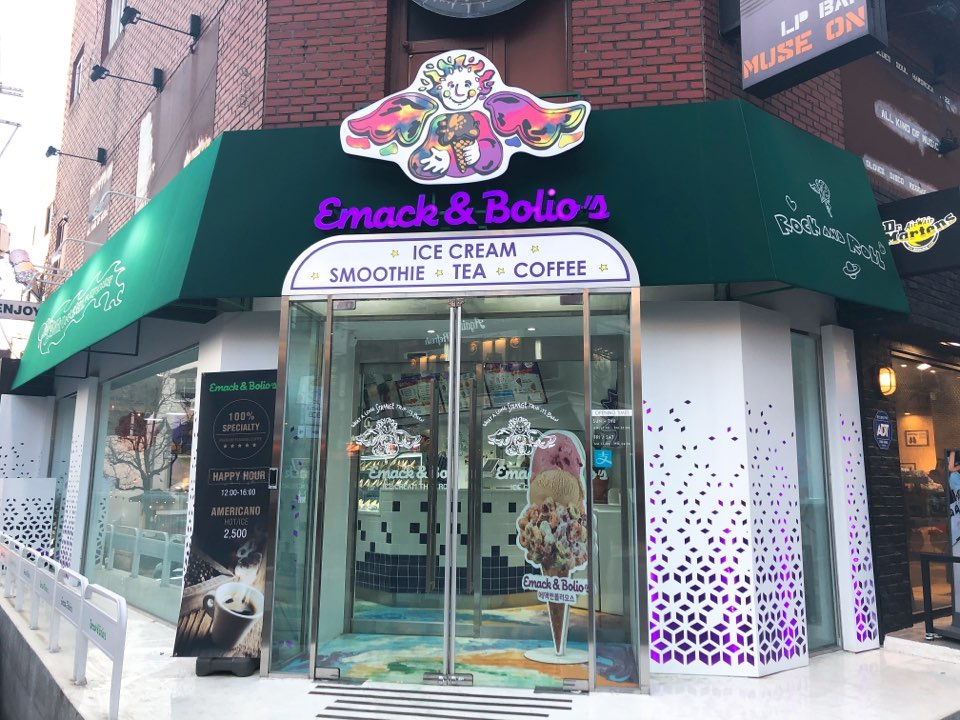
가로수길점 매장 전경

에맥앤볼리오스(Emack & Bolio's)는 미국 매사추세츠주 보스턴에서 시작한 미국 TOP 아이스크림 제조 회사이다.
미국 매사추세츠주 보스턴에 공장을 두고 있으며, 최상의 원유와 천연 재료를 사용한 아이스크림과 무지방 요거트 아이스크림을 생산한다.
에맥앤볼리오스 아이스크림은 인공색소와 유전조작 우유를 사용하지 않는 친환경 브랜드이다.

## 역사
- 1975년 미국 매사추세츠주 보스턴에서 Peace, Love, Rock & Roll을 외치며 락앤롤 뮤지션들에 의해 첫 매장 오픈
- 1980년 마쉬멜로우 콘 등 여러 가지 맛을 추가한 콘셉트의 독특한 콘 개발
- 2016년 미국 보스턴, 뉴욕, 플로리다주, 일리노이주 외 홍콩, 중국, 태국, 타이완, 두바이 매장 운영
- 2017년 서울특별시 용산구 이태원에 1호점 오픈, 필리핀 마닐라 매장 오픈

## 수상 경력
- 보스턴 베스트 스무디상 수상
- 뉴욕 TOP 아이스크림 선정